# Міа Преслі
Ніколь Марі Єйтс (Nicole Marie Yates); нар. 29 грудня 1982 (42 роки)), відома як Міа Преслі (англ. Mia Presley) — американська порноакторка та зооблагодійниця.

## Біографія
Працювала моделлю і танцюристкою. В порноіндустрію потрапила в 2007 році у віці 24 років. Знімається тільки в лесбійських фільмах. Позувала для таких порножурналів, як Playboy і Penthouse і була Playboy Cyber Girl.
Преслі володіє лінією купальників і керує шоу групою, яка виступає в жанрі бурлеск. У 2008 році вона стала ведучою сексуальної кулінарної передачі The Nude Chef на каналі Vavoom TV.
Засновниця благодійної організації Pornstars 4 Pups, що займається збором коштів і організацією порношоу Pennies for Pets і випусками календаря, кошти від яких йдуть на захист бездомних тварин.

## Премії і номінації
- 2009 номінація на AVN Award — Best All-Girl Couples Sex Scene — Girls Kissing Girls[5]
- 2010 номінація на AVN Award — Best All-Girl Three-Way Sex Scene — Supermodel Slumber Party (з Ніккі Роудс)[6]